# Epimecis nigriplena
Epimecis nigriplena är en fjärilsart som beskrevs av W. Warren 1907. Epimecis nigriplena ingår i släktet Epimecis och familjen mätare. Inga underarter finns listade i Catalogue of Life.